# Indalmus brevis
Indalmus brevis es una especie de coleóptero de la familia Endomychidae.

## Distribución geográfica
Habita en Borneo.